# Johan Hagemeyer

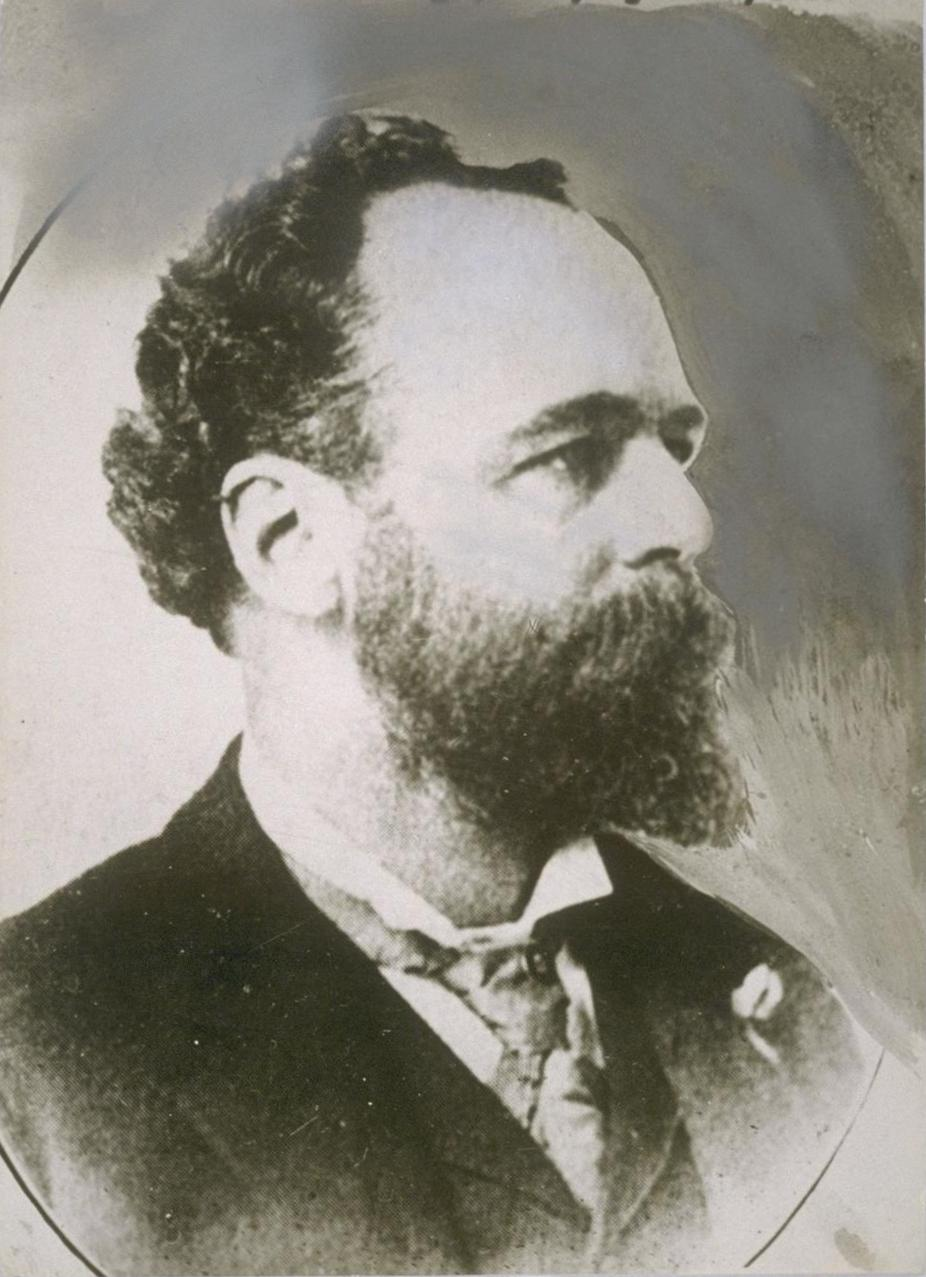
Johan Hagemeyer: James H. Budd, asi 1895–99

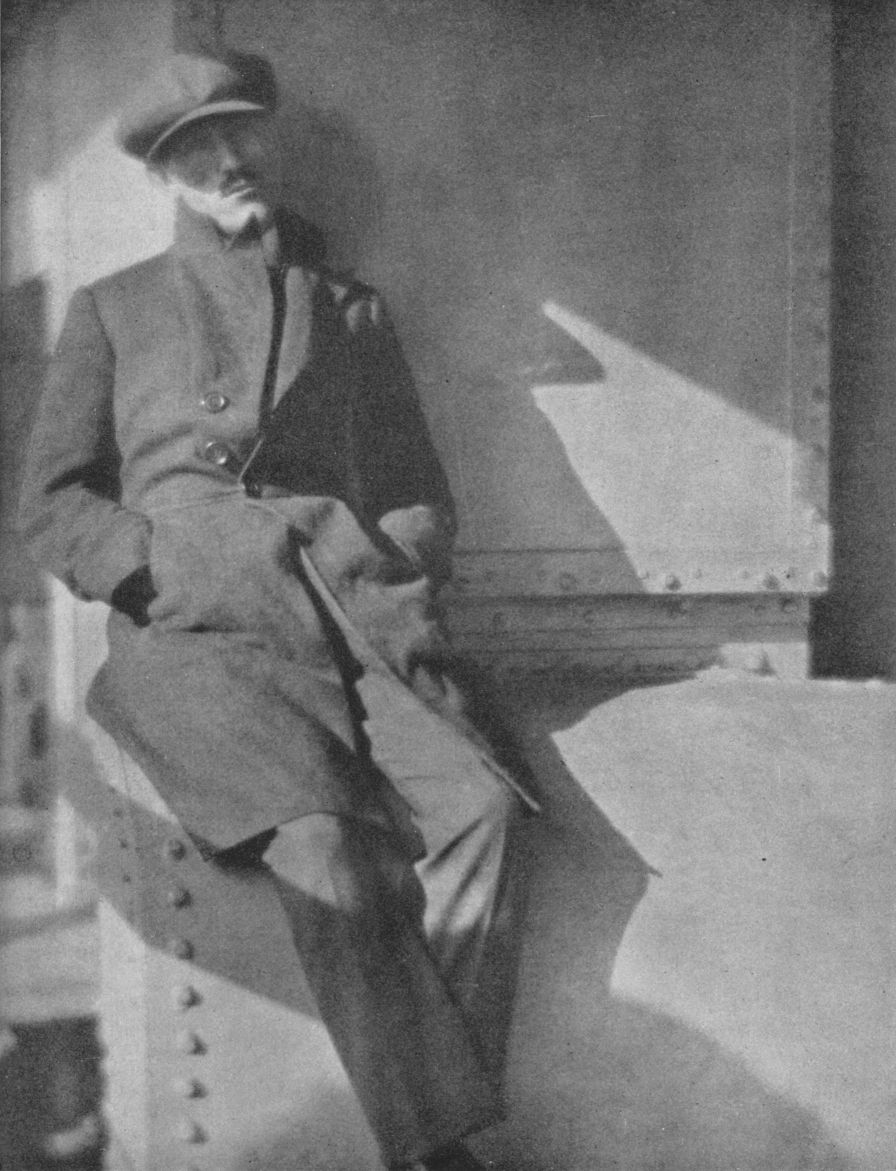
Johan Hagemeyer: On Deck of the Metagama ship, 1922

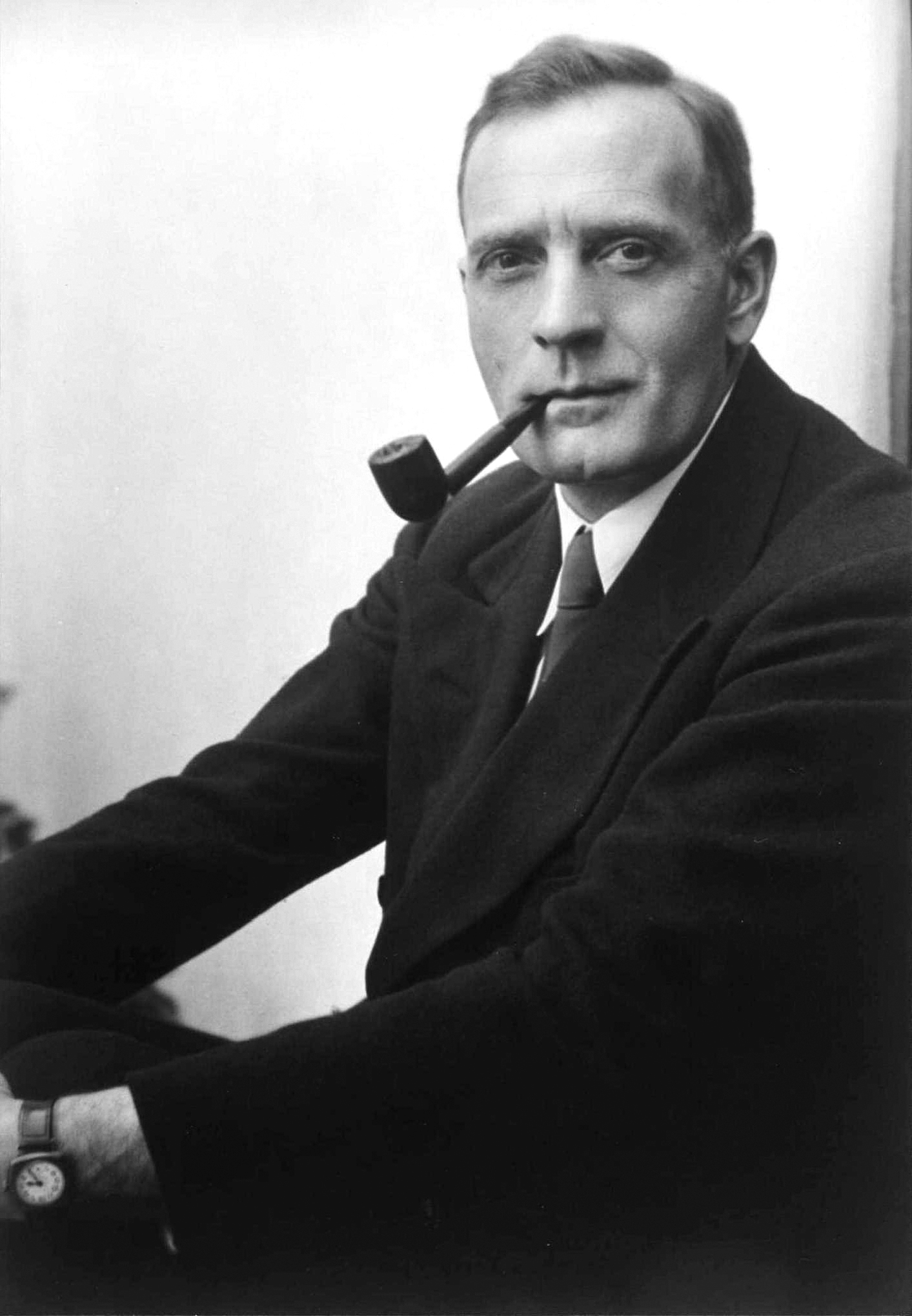
Johan Hagemeyer: Edwin Powell Hubble, 1931

Johan Hagemeyer (1. června 1884, Amsterdam, Nizozemsko – 20. května 1962, Berkeley, Kalifornie USA) byl americký zahradník, vegetarián, fotograf a umělecký intelektuál narozený v Holandsku a tvořící na počátku 20. století.

## Život a práce
Hagemeyerova rodina přišla do Kalifornie, aby pěstovala ovocné stromy. V roce 1916 se však setkal s fotografem Alfredem Stieglitzem, který ho přesvědčil, aby se začal věnovat vznikajícímu světu umělecké fotografie. V roce 1923 otevřel Hagemeyer portrétní studio v San Franciscu, které provozoval především od října do začátku dubna.
V San Francisku pro něho začala pracovat fotografka Sonya Noskowiaková, která se od Hagemayera se naučila základům obchodu. Při práci ve studiu Johana Hagemeyera ve dvacátých letech 20. století Noskowiaková objevila svou náklonnost k fotografování. Díky němu se také setkala s Edwardem Westonem a od roku 1929 do roku 1935 žila s ním jako milenka, studentka, modelka, tiskla své komerční fotografie a byla náhradní matkou jeho dětem. Zatímco s Westonem vyvinula svou vlastní silnou vizi, rychle se stala známá svými portréty a výtvarnými obrazy. V 50. letech 20. století pokračovala ve fotografování a prodeji fotografií.
V roce 1922 postavil Hagemeyer v Carmel-by-the-Sea v Kalifornii, v té době největší uměleckou kolonii na pobřeží Tichého oceánu, které daroval své fotografie, které v prosinci předal místnímu výstavnímu fondu. Právě zde se Hagemeyer setkal s Edwardem Westonem, který ho povzbudil k další tvorbě fotografií.
V roce 1924 přesunul svou adresu z Carmel do nového "umělecky navrženého studia" na významném křižovatce Mountain View a Ocean Avenues, které se stalo místem setkávání intelektuálů a stalo se také "galerií", která vystavovala díla místních a hostujících umělců. V roce 1928 se přestěhoval do významně většího "Johan Hagemeyerova galerijního studia", kde věnoval celou místnost vlastnímu výtvarnému umění a pořádal výstavy významných postimpresionistických malířů, jako byli například Henrietta Shore, nebo fotografů, včetně Edwarda Westona. V únoru 1932 v Hagginově muzeu ve Stocktonu, Kalifornie, Hagemeyer vystavil své fotografie na společné výstavě s nejvýznamnějším karmelským impresionistickým malířem Williamem Fredericem Ritschelem. Během jara a léta 1938 vystavoval krajinnářské a portrétní fotografie v Guild of Carmel Craftsmen.
Od dvacátých do čtyřicátých let 20. století Hagemeyer fotografoval významné osobnosti své doby, jako byli například Pedro Josepha de Lemos, Albert Einstein nebo Salvador Dalí. Nicméně někdy své fotky retušoval nebo manipuloval, což bylo proti přesvědčení Westona. Jeho odmítnutí dodržovat Westonovy názory bylo hlavní příčinou rostoucího odcizení obou mužů. Když Weston, Ansel Adams a další založili Skupinu f/64, která se věnovala přímé fotografii a bez retuše, Hagemeyer se ke kolegům nepřidal. Snad kvůli svému odhodlání jít vlastní cestou nebo možná proto, že jeho styl nebyl nikdy plně oceněn, nikdy nedosáhl slávy svých bývalých přátel. V roce 1947 opustil Carmel a vrátil se do San Francisca na plný úvazek.
Zemřel 20. května 1962 ve věku 78 let.

## Sbírky
Sbírka Johana Hagemeyera v knihovně Bancroft na Kalifornské univerzitě v Berkeley obsahuje přibližně 6 785 fotografických výtisků a negativů, které čítal osobní archiv Hagemeyera v době jeho smrti v roce 1962. Menší sbírka výtisků, negativů a korespondence je v Centru pro kreativní fotografii (CCP) v Tucsonu v Arizoně a CCP vydalo digitální katalog Hagemeyerovy sbírky fotografií.